# Чемпионат мира по тяжёлой атлетике 1905 (I)
Чемпионат мира по тяжёлой атлетике 1905 года — 6-й чемпионат мира, который прошёл 8 — 10 апреля 1905 года в Берлине (Германия). В первенстве приняли участие 41 атлет из 4 стран.
В 1905 году впервые на чемпионатах мира были введены весовые категории. Атлеты были поделены на три категории: до 70 кг (лёгкий вес), до 80 кг (средний вес) и свыше 80 кг (тяжёлый вес).
Чемпионами мира стали: Н. Винклер (Германия) — лёгкий вес, О. Вахлер (Германия) — средний вес и Й. Штейнбах (Австро-Венгрия) — тяжёлый вес. Штейнбах стал двукратным чемпионом мира.
В 1905 году чемпионат мира по тяжёлой атлетике проводился трижды: в Берлине, Дуйсбурге (оба — Германия) и Париже (Франция).

## Медальный зачёт
(Жирным выделено самое большое количество медалей в своей категории)
| Место | Страна         | Золото | Серебро | Бронза | Всего |
| ----- | -------------- | ------ | ------- | ------ | ----- |
| 1     | Германия       | 2      | 2       | 1      | 5     |
| 2     | Австро-Венгрия | 1      | 1       | 2      | 4     |
| Всего | Всего          | 3      | 3       | 3      | 9     |

## Результаты чемпионата

### Лёгкий вес (до 70 кг)
| Место | Спортсмен  | Страна   | Сумма (кг) | Рывок правой рукой (кг) | Рывок левой рукой (кг) | Жим двумя руками (кг) | Толчок двумя руками (кг) |
| ----- | ---------- | -------- | ---------- | ----------------------- | ---------------------- | --------------------- | ------------------------ |
| 1     | Н. Винклер | Германия | 327,7      | 57,0                    | 55,7                   | 100,0                 | 115,0                    |
| 2     | А. Хансен  | Германия | 310,0      | 53,0                    | 50,0                   | 96,0                  | 111,0                    |
| 3     | П. Гриммер | Германия | 305,0      | 52,0                    | 49,0                   | 95,0                  | 109,0                    |

### Средний вес (до 80 кг)
| Место | Спортсмен   | Страна         | Сумма (кг) | Рывок правой рукой (кг) | Рывок левой рукой (кг) | Жим двумя руками (кг) | Толчок двумя руками (кг) |
| ----- | ----------- | -------------- | ---------- | ----------------------- | ---------------------- | --------------------- | ------------------------ |
| 1     | О. Вахлер   | Германия       | 355,0      | 63,0                    | 61,7                   | 106,0                 | 124,3                    |
| 1     | И. Линдигер | Германия       | 355,0      | 62,6                    | 62,1                   | 108,3                 | 122,0                    |
| 3     | Э. Данцер   | Австро-Венгрия | 345,0      | 60,1                    | 59,6                   | 105,8                 | 119,5                    |

### Тяжёлый вес (свыше 80 кг)
| Место | Спортсмен         | Страна         | Сумма (кг) | Рывок правой рукой (кг) | Рывок левой рукой (кг) | Жим двумя руками (кг) | Толчок двумя руками (кг) |
| ----- | ----------------- | -------------- | ---------- | ----------------------- | ---------------------- | --------------------- | ------------------------ |
| 1     | Йозеф Штайнбах    | Австро-Венгрия | 415,5      | 65,0                    | 65,5                   | 125,0                 | 160,0                    |
| 2     | К. Витцельсбергер | Австро-Венгрия | 395,5      | 70,0                    | 65,5                   | 110,0                 | 150,0                    |
| 3     | Ф. Питка          | Австро-Венгрия | 380,0      | 65,0                    | 65,0                   | 110,0                 | 140,0                    |

## Источник
- Тяжелая атлетика. Справочник (редакторы А. Алексеев, С. Бердышев). — М., «Советский спорт», 2006. ISBN 5-9718-0131-7

## Ссылка
- Статистика Международной федерации тяжёлой атлетики